# Garkuchnia

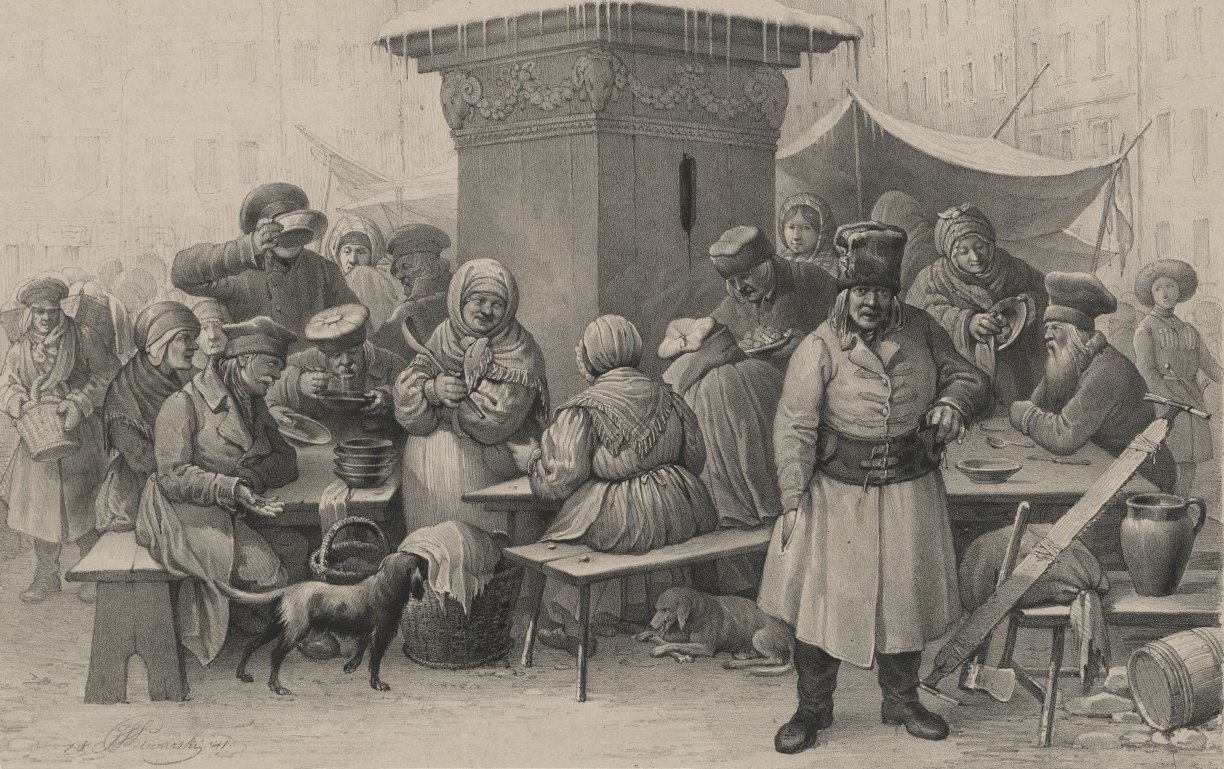
Garkuchnia pod studnią w Warszawie (Jan Feliks Piwarski, 1841)

Garkuchnia (z niem. Garküche) – tania jadłodajnia wydająca jedną lub kilka prostych potraw przygotowywanych na zapas w dużych kotłach.